# Hanns Kilian (Bobfahrer)
Hanns Kilian (* 2. Mai 1905 in Garmisch; † 17. April 1981 in Garmisch-Partenkirchen) war ein deutscher Bobfahrer. Er gewann zwei olympische Medaillen und war dreimal Weltmeister.

## Karriere
Kilian nahm 1928 in St. Moritz erstmals an Olympischen Spielen teil. Im Fünferbob mit Valentin Krempl, Hans Heß, Sebastian Huber und Hans Nägle gewann Kilian die Bronzemedaille hinter den von William Fiske und Jennison Heaton gesteuerten Bobs aus den Vereinigten Staaten. 1930 gewann Kilian seinen ersten deutschen Meistertitel zusammen mit Sebastian Huber im Zweierbob. 1931 wurde in Oberhof erstmals eine Bob-Weltmeisterschaft im Zweierbob ausgetragen und Kilian gewann zusammen mit Sebastian Huber den Titel. Bei den Olympischen Spielen 1932 in Lake Placid wurden erstmals die bis heute üblichen Wettbewerbe im Zweierbob und im Viererbob ausgetragen. Kilian und Huber belegten mit dem Zweierbob den fünften Rang. Mit dem Viererbob in der Besetzung Kilian, Max Ludwig, Hans Mehlhorn und Huber gewann Kilian erneut Bronze hinter zwei US-amerikanischen Bobs.
Zum 1. Mai 1933 trat er der NSDAP bei (Mitgliedsnummer 3.288.414).
1934 fand die Bob-Weltmeisterschaft im Viererbob auf Kilians Hausbahn in Garmisch-Partenkirchen statt. Zusammen mit Fritz Schwarz, Hermann von Valta und Sebastian Huber gewann Kilian den Titel. Im Jahr darauf bei der Bob-Weltmeisterschaft 1935 in St. Moritz konnte Kilian seinen Titel verteidigen, wobei Alexander Gruber für Sebastian Huber im Bob saß. Bei den Olympischen Spielen 1936 in seiner Heimatstadt Garmisch-Partenkirchen war Kilian zwar in beiden Wettbewerben der bestplatzierte Deutsche, als Fünfter im Zweierbob und als Siebter im Viererbob verpasste er aber deutlich die Medaillenränge.
Die Weltmeisterschaft 1938 im Viererbob wurde erneut in Garmisch-Partenkirchen ausgetragen, zusammen mit Werner Windhaus, Bobby Braumüller und Franz Kemser belegte Kilian den zweiten Platz hinter dem von Frederick McEvoy gesteuerten britischen Bob. 1939 gewann Kilian zusammen mit Schletter Bronze bei der Weltmeisterschaft im Zweierbob, im Viererbob gewann Kilian ebenfalls Bronze zusammen mit Windhaus, Hans Schmidt und Kemser. Kilian, Kemser, Windhaus und Schmidt gewannen zehn Jahre später auch die erste deutsche Meisterschaft im Viererbob nach dem Zweiten Weltkrieg.
Hanns Kilian war Hotelier in Garmisch-Partenkirchen und startete für den SC Riessersee. Von 1956 bis 1968 war er Präsident des Deutschen Bob- und Schlittensportverbandes.

## Deutsche Meistertitel
- Zweierbob: 1930, 1939
- Viererbob: 1931, 1938, 1939, 1949